# Прінцгефте
Прінцгефте (нім. Prinzhöfte) — громада в Німеччині, розташована в землі Нижня Саксонія. Входить до складу району Ольденбург. Складова частина об'єднання громад Гарпштедт.
Площа — 41,98 км2. Населення становить 635 ос. (станом на 31 грудня 2021).

## Галерея

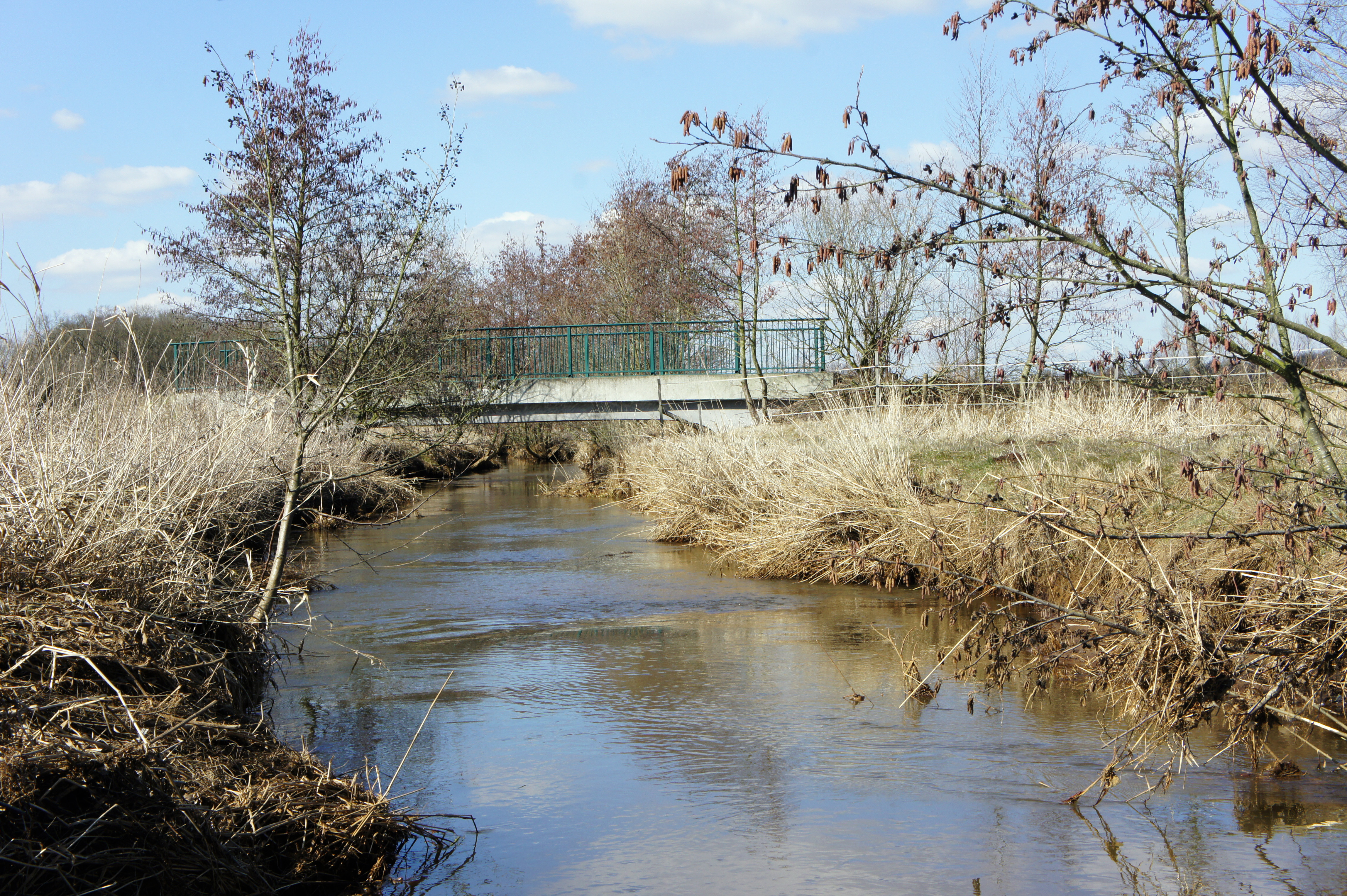